# Keurvorstendom Württemberg
Het keurvorstendom Württemberg was een staat binnen het Heilige Roomse Rijk, het omvat grotendeels grondgebied van de huidige deelstaat Baden-Württemberg.

## Geschiedenis

### Württemberg en de Reichsdeputationshauptschluss
- Paragraaf 6 van de Reichsdeputationshauptschluss van 28 februari (1803) legde vast: De hertog van Württemberg krijgt voor het verlies van het vorstendom Montbéliard met toebehoren, alsmede voor zijn rechten, bezittingen en aanspraken in de Elzas en de Franche-Comté: de proosdij Ellwangen; de stichten, abdijen en kloosters Zwiefalten, Schönthal en Comburg met de landshoogheid (onder voorbehoud van de rechten van wereldlijke vorsten en het graafschap Limpurg). Verder: Rottenmünster, Heiligkreuztal, Oberstenfeld, Margrethenhausen, verder alle die in de nieuwe bezittingen gelegen zijn. Verder het dorp Dürrenmettenstetten en de rijkssteden Weil der Stadt, Reutlingen, Esslingen, Rottweil, Giengen, Aalen, Schwäbisch Hall, Schwäbisch Gmünd en Heilbronn.
- Paragraaf 31 kende de hertog de keurvorstelijke waardigheid toe.
- Paragraaf 32 kende de hertog drie nieuwe zetels toe in de raad van vorsten van de Rijksdag, respectievelijk voor Teck, Zwiefalten en Tübingen.

De nieuwe keurvorst verenigde de nieuwe gebieden niet met het hertogdom omdat hij in zijn nieuwe landen zonder inspraak van de standen wilde regeren. De regering voor Nieuw-Württemberg was gevestigd in Ellwangen.

### Württemberg en de Vrede van Pressburg
De Vrede van Presburg van 26 december 1805 bracht de volgende veranderingen:
- Artikel 7 kende de keurvorst de koninklijke titel toe.
- In artikel 8 stond Oostenrijk af de vijf Donausteden, te weten Ehingen, Munderkingen, Riedlingen, Mengen en Saulgau, met hun onderhorigheden, het Boven- en Nedergraafschap Hohenberg, het landgraafschap Nellenburg en de landvoogdij Altdorf met onderhorigheden (met uitzondering van de stad Konstanz), het deel van de Breisgau dat als enclave binnen Württembergs gebied lag ten oosten van de lijn les Schlegelberg-Molbach, en de steden Villingen en Bräunlingen.[1]